# Matti Suuronen
Matti Suuronen (Lammi, 14 giugno 1933 – Espoo, 16 aprile 2013) è stato un architetto e designer finlandese.

## Biografia

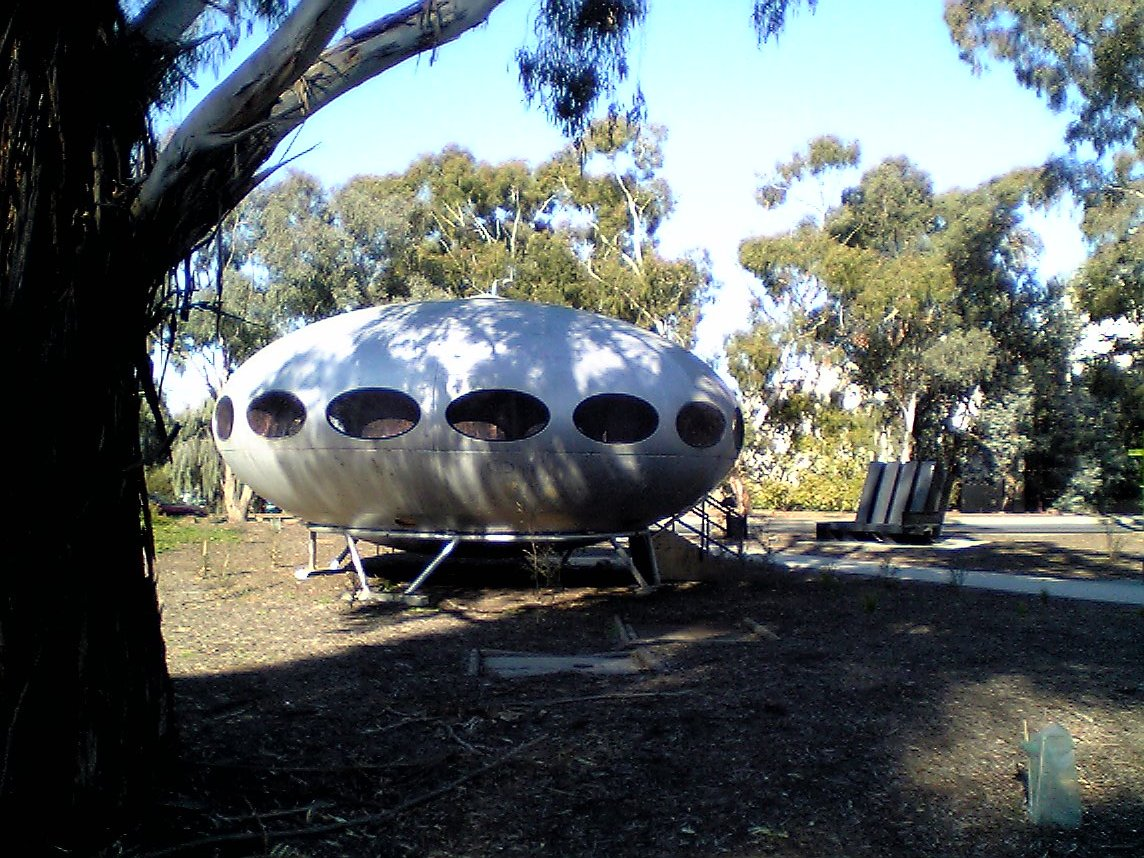
Casa Futuro all'Università di Canberra

Matti Suuronen nacque nel 1933 e si laureò in architettura al Politecnico di Helsinki nel 1961. La sua fama è dovuta in particolar modo al design delle case Futuro per le quali utilizzava resina poliestere insatura, vetroresina e poliacrilato. Elemento chiave nel suo design fu creare elementi prefabbricati che venivano successivamente assemblati per la costruzione di strutture complete.
Il design delle case Futuro era simile ai dischi volanti ed esso fu sviluppato attorno alla fine degli anni '60.
Suuronen sposò la pianista finlandese Sirkku Suuronen dalla quale ebbe tre figli. Le case di Suuronen sono installate in diverse parti del mondo.